# 이피랑가 FC
이피랑가 푸치보우 클루비(Ypiranga Futebol Clube)는 브라질의 축구단으로 히우그란지두술주의 이레싱을 연고로 한다. 현재 캄페오나투 가우슈에 참가하고 있다.

## 우승
- 캄페오나투 가우슈 2부 리그
  - 1967, 1989, 2008

## 선수 명단

### 현역
참고: FIFA 자격 규정에 따라 소속된 국가대표팀 국기를 표시합니다. 선수는 복수의 FIFA 비회원국 국적을 가지고 있을 수 있습니다.
| 번호 | 포지션 | 국적 | 이름 |
| ---- | ------ | ---- | ---- |

| 번호 | 포지션 | 국적 | 이름   |
| ---- | ------ | ---- | ------ |
| -    | FW     |      | 루벤스 |

## 역대 감독
| 감독 | 임기        |
| ---- | ----------- |
| 치치 | 1996 ~ 1997 |